# Selene (Werchowyna)
Selene (ukrainisch Зелене; russisch Зелёное/Seljonoje, polnisch Zełene) ist ein in der Westukraine liegendes Dorf etwa 98 Kilometer südlich der Oblasthauptstadt Iwano-Frankiwsk und 14 Kilometer südlich der Rajonshauptstadt Werchowyna am Fluss Tschornyj Tscheremosch in den Waldkarpaten gelegen.

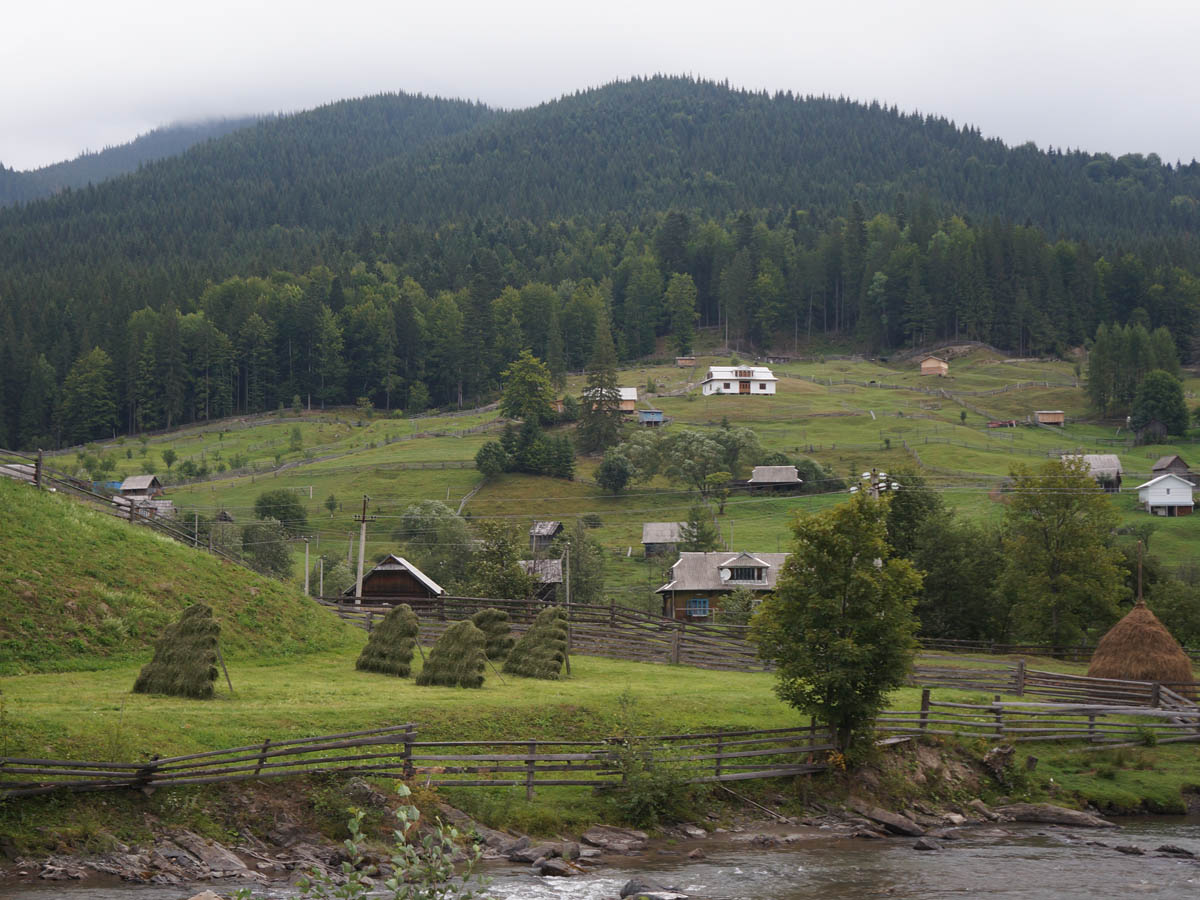
Blick auf den Ort

## Geschichte
Der Ort entstand im 14. Jahrhundert und lag zunächst in der Woiwodschaft Ruthenien als Teil der Adelsrepublik Polen und gehörte von 1772 bis 1918 unter seinem polnischen Namen Zełene zum österreichischen Galizien (bis 1918 im Bezirk Kosów).
Nach dem Ende des Ersten Weltkrieges kam der Ort zu Polen und lag hier ab 1921 in der Woiwodschaft Stanislau, Powiat Kosów, Gmina Żabie. Mit Beginn des Zweiten Weltkriegs wurde der Ort erst von der Sowjetunion und ab 1941 bis 1944 von Deutschland besetzt, dieses gliederte den Ort in den Distrikt Galizien ein.
1945 kam der Ort wiederum zur Sowjetunion, dort wurde sie Teil der Ukrainischen SSR und ist seit 1991 ein Teil der heutigen Ukraine.
Bis zum 15. Juli 1993 trug das Dorf den Namen Selena (Зелена) und wurde dann wieder auf seinen heutigen Namen zurückbenannt.
Am 27. Februar 2020 wurde das Dorf zum Zentrum der neu gegründeten Landgemeinde Selene (Зеленська сільська громада/Selenska silska hromada). Zu dieser zählen auch die 5 in der untenstehenden Tabelle aufgelisteten Dörfer; bis dahin bildete es zusammen mit den Dörfern Burkut, Jawirnyk und Topiltsche die Landratsgemeinde Selene (Зеленська сільська рада/Selenska silska rada) im Süden des Rajons Werchowyna.
Folgende Orte sind neben dem Hauptort Selene Teil der Gemeinde:
| Name                     | Name       | Name               | Name       | Name |
| ukrainisch transkribiert | ukrainisch | russisch           | polnisch   |      |
| ------------------------ | ---------- | ------------------ | ---------- | ---- |
| Burkut                   | Буркут     | Буркут             | Burkut     |      |
| Bystrez                  | Бистрець   | Быстрец            | Bystrzec   |      |
| Dsembronja               | Дземброня  | Дземброня          | Dzembronia |      |
| Jawirnyk                 | Явірник    | Яворник (Jawornik) | Jawornik   |      |
| Topiltsche               | Топільче   | Топильче           | Topilcze   |      |